# Dicranomyia (Dicranomyia) teinoterga
Dicranomyia (Dicranomyia) teinoterga is een tweevleugelige uit de familie steltmuggen (Limoniidae). De soort komt voor in het Neotropisch gebied.